# Euxoa modesta
Euxoa modesta är en fjärilsart som beskrevs av Moore 1881. Euxoa modesta ingår i släktet Euxoa och familjen nattflyn. Inga underarter finns listade i Catalogue of Life.